# Lydia Styslinger
Lydia Styslinger (* 24. Juni 2002 in Birmingham, Jefferson County, Alabama) ist eine US-amerikanische Theater- und Filmschauspielerin.

## Leben
Styslinger wurde am 24. Juni 2002 in Birmingham, im US-Bundesstaat Alabama geboren und wuchs dort und in Aspen, im US-Bundesstaat Colorado auf. Sie studierte Schauspiel an der Meadows School of the Arts der Southern Methodist University, die sie mit dem Bachelor of Arts verließ. Sie sammelte Erfahrungen in Bühnenstücken am Red Mountain Theatre Arts Campus in ihrer Geburtsstadt Birmingham und am Theatre Aspen.
Sie debütierte 2015 im Katastrophenfilm Der Sturm – Life on the Line in der Rolle der Elly als Filmschauspielerin. Im Folgejahr hatte sie eine Besetzung im Kurzfilm 11 Angry Teens inne. 2018 übernahm sie Rollen in dem Spielfilm Summertime und im Kurzfilm Neil. 2019 folgten Besetzungen in den Spielfilmen 10 Minutes Gone und Trauma Center. 2020 übernahm sie in dem Film Son of the South die Rolle der Susan Wilbur, außerdem hatte sie eine Nebenrolle in Immer Ärger mit Grandpa inne.  

## Filmografie (Auswahl)
- 2015: Der Sturm – Life on the Line (Life on the Line)
- 2016: 11 Angry Teens (Kurzfilm)
- 2018: Summertime
- 2018: Neil (Kurzfilm)
- 2019: 10 Minutes Gone
- 2019: Trauma Center
- 2020: Son of the South
- 2020: Immer Ärger mit Grandpa (The War with Grandpa)
- 2024: Tulsa King (Fernsehserie, Folge 2x05 Tilting at Windmills)
- 2024: Not Another Church Movie
- 2024: Werewolves